# 存瑞镇

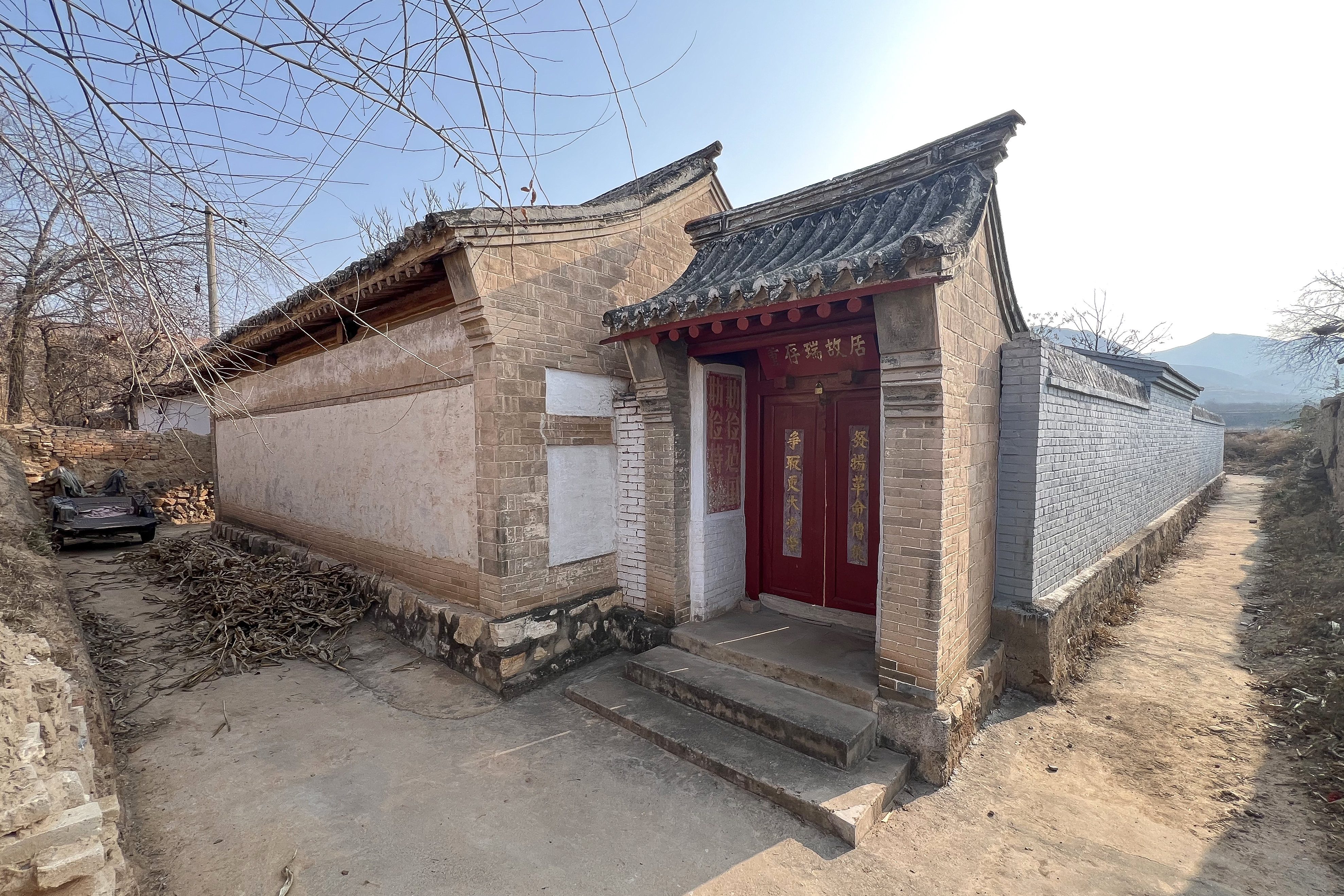
董存瑞故居

存瑞镇，是中华人民共和国河北省张家口怀来县下辖的一个镇，位于怀来县中北部，因出生于该镇南山堡村的董存瑞而得名。
1958年始设存瑞公社，1984年5月改为存瑞乡，1996年合并原头二营乡、草庙子乡:107。

## 行政区划
存瑞镇下辖以下地区：
头二营村、葫芦套村、焦家沟村、小水峪村、北三营村、辛堡子村、陈家铺村、甘泉庄村、草庙子村、常庄子村、常寨子村、石盘口村、安营堡村、四堡子村、窑子头村、平安寨村、义合堡村、黄山嘴村、永安村、东梁村、秦家沟村、三清殿村、南山堡村和二堡子村。